# Tarphiota fucicola
Tarphiota fucicola är en skalbaggsart som först beskrevs av Mäklin in Mannerheim 1852.  Tarphiota fucicola ingår i släktet Tarphiota och familjen kortvingar. Inga underarter finns listade i Catalogue of Life.